# Adolf von der Leyen
Baron Adolf von der Leyen (* 1624/1625 in Radevormwald; † 1698) war ein Unternehmer aus Radevormwald. Er gilt als Begründer der Krefelder Seidenindustrie und Stammvater der Linie derer von der Leyen in Krefeld und somit der Dynastie der sogenannten Seidenbarone.

## Die Eltern und deren Herkunft
Die Eltern von Adolf von der Leyen kamen aus Radevormwald, wo es bis heute den Ortsteil Leye gibt und wo sie als Posamentwirker und Posamenthändler tätig waren. Sein Vater wurde zwischen 1590 und″ 1595 geboren und verstarb 1624 oder 1625. Noch kurz vorher war er 1623 und 1624 auf einer Frankfurter Messe als Bandhändler nachweisbar. Seine Mutter, „Entgen“ (Anna), führte nach dem Tod ihres Mannes das Geschäft in Radevormwald zunächst fort. In einem Radevormwalder Taufverzeichnis wurde sie 1638 als „ziemlich verschuldet“ vermerkt. Es hieß dort weiter, dass sie zwei Häuser und Ländereien geerbt hatte.

## Sein Leben und Nachkommen
Er war zweimal verheiratet. Seine erste Ehe führte er mit Sibilla Wienenberg († 1689), deren Vater ebenfalls Posamentwirker in Radevormwald war. Sie hatten zusammen zwei Söhne: Wilhelm von der Leyen (1650–1722) und Friedrich von der Leyen (1656–1724). Die zweite Ehe erfolgte mit Margaretha von Harting († 1698).
Zum ersten Mal wurde er zusammen mit seiner Mutter und anderen Mennoniten 1638 vertrieben. Peter Kriedte vermutet in seinem Buch, dass er kurz danach wieder nach Radevormwald zurückkehrte, das er aber 1656 endgültig verlassen musste.
Jedenfalls stellte er in Radevormwald Posamente her und führte dort einen Handel. Auf Grund seines mennonitischen Glaubens wurde er jedoch 1656 von Philipp Wilhelm von Pfalz-Neuburg, dem damaligen Herzog von Berg, endgültig vertrieben, indem er allen noch verbliebenen Angehörigen dieser Glaubensrichtung androhte, ein Viertel ihres Vermögens zu beschlagnahmen. Er floh nach Krefeld und erhielt dort 1679 die  Bürgerrechte. Sein Geschäft führte er in Krefeld weiter. In der dortigen Mennonitengemeinde stieg er im Ansehen und übernahm später auch eine Leitungsfunktion.
In späterer Folge gelangten die Nachkommen der Familie von der Leyen in Krefeld zu großem Wohlstand, Ansehen und Reichtum. Die Enkel von Adolf von der Leyen, Friedrich und dessen Halbbruder Johann, gründeten 1721 eine Firma für die Herstellung von Seidenbändern und Samtwaren und begannen 1724 zusätzlich mit der Färbung von Seidenwaren. Diese Firma wurde damit unabhängig von den bisherigen Seidenfärbern in Köln und ein überregionaler Hersteller und Lieferant für Seiden- und Samtwaren.
Friedrich Heinrich von Friedrich von der Leyen, ein Urenkel von Adolf von der Leyen, wurde in der Franzosenzeit 1813 zum  baron de l’Empire in der Noblesse impériale erhoben und erhielt 1816 vom König von Preußen als Baron (Freiherr) einen weiteren Adelstitel. Gegenwärtig werden die Besitztümer und Ländereien von der Freiherr-von-der-Leyen’schen Verwaltung durch Friedrich Freiherr von der Leyen in Neukirchen-Vluyn verwaltet. Neben Schloss Bloemersheim gehören dazu auch die Pachtbetriebe Schloss Dyck und Haus Meer.